# 플로렌스 발라드
플로렌스 글렌다 발라드(영어: Florence Glenda Ballard}, 1943년 6월 30일 ~ 1976년 2월 22일)는 미국의 슈프림스 멤버 가수였다. 1943년 미국 미시간주 디트로이트에서 13남매 8녀 중 태어났으며, 1959년 청소년기에 여성 트리오 슈프림스 멤버로 데뷔하였다. 1967년에 슈프림스 멤버로 탈퇴했고, 그 뒤에 1976년 2월 22일 꽃다운 나이로 사인은 심혈관계 질환으로 인한 심장마비로 사망하였다.